# Одржавање минихромозома
Комплекс одржавања мини хромозома (MCM) садржи 2-7 хеликса и учествује у иницијационој и елонгационој фази еукариотске репликације ДНК, специфично у формирању и елонгације репликационе виљушке. МЦМ је компонента прирепликационог комплекса, који је компонента фактора лиценцирање. MCM је хексамер 6 сродних полипептида (мцм2-7) који формирају прстенасту структуру.